# Thạch Hòa
Thạch Hòa là một xã thuộc huyện Thạch Thất, thành phố Hà Nội, Việt Nam.
Xã có diện tích 33,31 km², dân số năm 2021 là 10.256 người, mật độ dân số đạt 307 người/km².
Xã Thạch Hòa hiện đang là một địa phương phát triển nhanh chóng nhờ vào sự xuất hiện của khu Công nghệ cao Hòa Lạc, cũng như được quy hoạch để trở thành thành phố công nghệ cao Hòa Lạc trong tương lai.

## Lịch sử
Xã Thạch Hòa được thành lập trên vùng vốn là đất trồng trọt và đất hoang của các xã cực Tây huyện Thạch Thất là Tân Xã, Hạ Bằng, Bình Yên và Đồng Trúc. Do nằm sát dãy núi Ba Vì và là vùng giáp ranh truyền thống giữa tỉnh Hà Tây và tỉnh Hòa Bình nên dân cư ở khu vực này vốn rất thưa thớt. Cũng vì vậy, trên địa bàn xã không có thôn, làng truyền thống nào.
Tên gọi Thạch Hòa là từ ghép của Thạch Thất (tên huyện) và Hòa Lạc. Hòa Lạc vốn là đồn lính khố xanh thời Pháp thuộc và là một nút giao tương đối quan trọng, do từ đây có đường đi tới huyện lỵ Thạch Thất, thị xã Sơn Tây, đồn Xuân Mai và có thể đi sát tới chân núi Ba Vì (mạn phi trường Hòa Lạc ngày nay). Hòa Lạc ngày nay lại là tên gọi của một thôn thuộc xã Bình Yên, nằm giáp với xã Thạch Hòa về phía Đông Bắc.
Sau khi thành lập xã, việc di dân từ các xã khác trong huyện Thạch Thất và các huyện lân cận của tỉnh (Ba Vì, Phúc Thọ,...) đã được thúc đẩy. Nhờ vậy, khu vực ngã ba Hòa Lạc nói riêng và xã Thạch Hòa nói chung đã trở nên đông đúc hơn, có sự phát triển tương đối.
Trong suốt lịch sử tồn tại, vùng Thạch Hòa được người địa phương đặt cho nhiều hơn một tên gọi. Khi dân cư còn rất ít thì nơi đây được gọi là rừng do sự hoang vu của nó. Vùng giáp với huyện Lương Sơn, tỉnh Hòa Bình lại được gọi bằng tên của xã kế bên – Tiến Xuân. Trước khi có sự phát triển của khu Công nghệ cao Hòa Lạc, do người ở địa phương khác hầu như chỉ biết tới cái tên Hòa Lạc nên họ cũng dùng tên đó để chỉ cả vùng Thạch Hòa.
Với sự xuất hiện của khu CNC Hòa Lạc, cũng như dòng người chuyển tới đây để học tập và công tác, xã Thạch Hòa đang thu hút lớp người định cư mới từ không chỉ các xã lân cận mà còn cả các địa phương khác của Thành phố Hà Nội.